# 亚历山德拉·加沃尔斯卡
亚历山德拉·加沃尔斯卡（波蘭語：Aleksandra Gaworska，1995年11月7日—），波兰女子田径运动员，2017年世界田径锦标赛女子4×400米接力铜牌得主、2018年世界室内田径锦标赛女子4×400米接力银牌得主、2022年世界室内田径锦标赛女子4×400米接力铜牌得主。